# Ahaha
Ahaha (~1870 r. p.n.e. w Aszur) – asyryjska inwestorka i jedna z pierwszych udokumentowanych przedsiębiorczyń w historii. Znana z bycia ofiarą oszustwa finansowego dokonanego przez jej własnego brata, Buzazu. 
Odziedziczyła ona po matce jej udziały w firmach zajmujących się spedycją karawan do Kaneszu w celu wymiany cyny i tekstyliów na srebro. Tę samą działalność podjął Buzazu, który po przejęciu zarządzania nad aktywami siostry doprowadził do sytuacji, w której przestały do niej trafiać należne jej dywidendy.
Zachowała się tabliczka gliniana z jej listem skierowanym do drugiego brata, Assur-mutappila, w którym opisuje ona powyższą sytuację.